# Брезделёво
Брезделёво — деревня в Печорском районе Псковской области России. Входит в состав сельского поселения «Паниковская волость».
Расположена на юге волости, в 18 км к югу от центра города Печоры и в 2,5 км к югу от волостного центра, деревни Паниковичи. В 1,2 км к северу от деревни проходит автодорога Псков — Изборск — Шумилкино (А212 или E 77)

## Население
Численность населения деревни составляет 11 жителей (2000 год).
| 2001 | 2002 | 2010 |
| ---- | ---- | ---- |
| 11   | ↗15  | ↘11  |

## Топографические карты
- O-35-092-A Масштаб: в 1 км 500 м Госгисцентр